# Leslie H. Martinson
Leslie Herbert Martinson (Boston (Massachusetts), 16 januari 1915 – Beverly Hills, 3 september 2016) was een Amerikaans regisseur.

## Biografie
Martinson werd geboren in 1915. In de jaren 50 begon hij met het regisseren van TV-westerns. Zijn eerste film was The Atomic Kid uit 1954 met Mickey Rooney en Robert Strauss. In de jaren 50, 60 en 70 regisseerde hij verscheidene films en series zoals Batman (1966), Fathom (1968)  en Rescue from Gilligan's Island (1978). Hij regisseerde ook afleveringen van series zoals The Brady Bunch, Wonder Woman, Dallas, CHiPs, Maverick en Airwolf. 
Hij was gehuwd met schrijfster Connie Frye Martinson (°1932). Martinson werd 101 jaar oud en werd begraven aan de Temple Israel Cemetery in Wakefield.
- Biblioteca Nacional de España: XX1304688
- Bibliothèque nationale de France: cb14690504c (data)
- Gemeinsame Normdatei: 140730311
- International Standard Name Identifier: 0000 0001 1954 089X
- Library of Congress Control Number: no97002899
- Nederlandse Thesaurus van Auteursnamen: 315720255
- Système universitaire de documentation: 251566471
- Virtual International Authority File: 107725155
- WorldCat: E39PBJkTbvQQBxYbrGdJtgvyh3